# Uładzimir Jahorau
Uładzimir Dziamjanawicz Jahorau (biał. Уладзімір Дзям’янавіч Ягораў, ros. Владимир Демьянович Егоров, Władimir Diemjanowicz Jegorow, łot. Vladimirs Jegorovs; ur. 7 listopada 1939 we wsi Rzeczyca w rejonie czerykowskim, zm. 4 października 2016) – białoruski i radziecki działacz młodzieżowy, oficer służb bezpieczeństwa i spraw wewnętrznych, minister spraw wewnętrznych Łotewskiej SRR (1985–1986) i Białorusi (1990–1994), przewodniczący KGB Białorusi (1994–1995), deputowany do Rady Najwyższej Republiki Białorusi XIII kadencji (1996) oraz do Izby Reprezentantów Zgromadzenia Narodowego Republiki Białorusi I i II kadencji (1996–2004).

## Życiorys
W 1967 ukończył zaoczne studia w zakresie historii w Mohylewskim Instytucie Pedagogicznym, a w 1979 studia w Wyższej Szkole KGB ZSRR im. Feliksa Dzierżyńskiego. Pracę zawodową rozpoczął w 1958 od stanowiska dyrektora Rejonowego Domu Kultury w Czerykowie, następnie odbył służbę wojskową. Od 1962 był działaczem Komsomołu: pracował jako instruktor Komitetu Obwodowego w Mohylewie, II i I sekretarz mohylewskiego Komitetu Miejskiego, sekretarz-kierownik wydziału propagandy i pracy kulturalno-masowej mohylewskiego Komitetu Obwodowego, kierownik wydziału młodzieży studenckiej Komitetu Centralnego Komsomołu Białorusi i przewodniczący Komitetu Organizacji Młodzieżowych Białoruskiej SRR. Od 1974 do 1977 pełnił funkcję sekretarza Komitetu Centralnego Komsomołu Białorusi.
W 1977 rozpoczął pracę w organach bezpieczeństwa państwowego. Po ukończeniu Wyższej Szkoły KGB objął stanowisko zastępcy szefa wydziału w KGB Białoruskiej SRR. W 1981 został przeniesiony do pracy w organach spraw wewnętrznych: objął funkcję szefa Urzędu Spraw Wewnętrznych w obwodzie brzeskim. W kolejnych latach pełnił funkcję I zastępcy ministra spraw wewnętrznych Białoruskiej SRR. Od 1985 zajmował stanowisko ministra spraw wewnętrznych Łotewskiej SRR. Od 1986 kierował przedstawicielstwem MSW ZSRR przy Ministerstwie Spraw Wewnętrznych Demokratycznej Republiki Afganistanu. Po powrocie do ZSRR objął kierownictwo Głównego Zarządu Spraw Wewnętrznych ds. Transportu.
W 1990 powrócił na Białoruś i objął stanowisko ministra spraw wewnętrznych. 25 stycznia 1994 został odwołany przez Radę Najwyższą za dopuszczenie do aresztowania na Białorusi Mykolasa Burokevičiusa i Juozasa Jermalavičiusa, działaczy Komunistycznej Partii Litwy poszukiwanych przez władze litewskie w związku z wydarzeniami wileńskimi w styczniu 1991. 28 lipca 1994 otrzymał z rąk prezydenta Alaksandra Łukaszenki nominację na stanowisko przewodniczącego Komitetu Bezpieczeństwa Państwowego (KGB). Funkcję sprawował do 20 grudnia 1995.
W drugiej turze wyborów parlamentarnych 28 maja 1995 roku został wybrany na deputowanego do Rady Najwyższej Republiki Białorusi XIII kadencji z czerykowskiego okręgu wyborczego nr 176. 9 stycznia 1996 roku został zaprzysiężony na deputowanego. Od 23 stycznia pełnił w Radzie Najwyższej funkcję członka Stałej Komisji ds. Budownictwa Państwowego i Samorządu Lokalnego. Był bezpartyjny, należał do popierającej prezydenta Alaksandra Łukaszenkę frakcji „Zgoda”. 1 kwietnia został członkiem stałej delegacji Rady do Zgromadzenia Północnoatlantyckiego. Od 3 czerwca był członkiem grupy roboczej Rady Najwyższej ds. współpracy z parlamentem Republiki Łotewskiej. Poparł dokonaną przez prezydenta kontrowersyjną i częściowo nieuznaną międzynarodowo zmianę konstytucji. 27 listopada 1996 roku przestał uczestniczyć w pracach Rady Najwyższej i wszedł w skład utworzonej przez prezydenta Izby Reprezentantów Zgromadzenia Narodowego Republiki Białorusi I kadencji. Pełnił w niej funkcję przewodniczącego Stałej Komisji ds. Bezpieczeństwa Narodowego. Zgodnie z Konstytucją Białorusi z 1994 roku jego mandat deputowanego do Rady Najwyższej zakończył się 9 stycznia 2001 roku; kolejne wybory do tego organu jednak nigdy się nie odbyły. Jego kadencja w Izbie Reprezentantów I kadencji zakończyła się 21 listopada 2000 roku.
12 kwietnia 2001 roku, w wyniku wyborów uzupełniających, został deputowanym do Izby Reprezentantów Zgromadzenia Narodowego Republiki Białorusi II kadencji z brzeskiego-zachodniego okręgu wyborczego nr 1. Zasiadał w grupie deputowanych „Za związek Ukrainy, Białorusi i Rosji”. Jego kadencja w Izbie Reprezentantów zakończyła się 16 listopada 2004 roku.
Zmarł 4 października 2016.
Posiadał stopień generała-pułkownika. Był członkiem Międzynarodowej Akademii Technologii Informatycznych oraz Międzynarodowej Akademii Nauk o Organizacji i Zarządzaniu.
Był żonaty, miał dwóch synów. W 1995 roku mieszkał w Mińsku.

## Nagrody i odznaczenia
Otrzymał szereg odznaczeń radzieckich i białoruskich, w tym: Order Czerwonego Sztandaru, Order „Znak Honoru” i Medal „Na pamiątkę 10-lecia Wyprowadzenia Wojsk Radzieckich z Afganistanu”. Był również odznaczony medalami Demokratycznej Republiki Afganistanu i PRL. Posiadał tytuł Zasłużonego Prawnika Republiki Białoruś. Inne nagrody:
- Gramota Pochwalna Zgromadzenia Narodowego Republiki Białorusi (5 maja 1999) – za aktywny udział w ruchu międzynarodowym i w związku z dziesięcioleciem wyprowadzenia wojsk radzieckich z Afganistanu[9].